# Artur Talik
Artur Talik (ur. 1966 w Nisku) – pułkownik dyplomowany saperów Wojska Polskiego.

## Życiorys
W latach 1986–1990 był podchorążym Wyższej Szkoły Oficerskiej Wojsk Inżynieryjnych we Wrocławiu. Od 1990 roku był dowódcą plutonu w 2 Brygadzie Saperów. Od 1991 do 1997 roku służył w 12 Pułku Drogowo-Mostowym i 12 Pułku Komunikacyjnym na stanowiskach dowódcy plutonu i kompanii. W latach 1997–1999 był słuchaczem Wyższych Studiów o kierunku dowódczo-sztabowym Wojsk Lądowych w Akademii Obrony Narodowej, gdzie uzyskał tytuł oficera dyplomowanego. W 1999 roku ukończył studia magisterskie i uzyskał tytuł magistra ekonomii. Po ukończeniu Akademii Obrony Narodowej pełnił służbę w Szefostwie Wojsk Inżynieryjnych Dowództwie Wojsk Lądowych, gdzie zajmował stanowiska starszego oficera i specjalisty Oddziału Szkolenia. W 2003 roku uczestniczył w Kursie Taktyczno-Operacyjnym Oficerów Wojsk Inżynieryjnych w Akademii Obrony Narodowej. W 2003 roku ukończył studia podyplomowe na Uniwersytecie Rzeszowskim. W 2004 roku został wyznaczony na stanowisko zastępcy Szefa Wojsk Inżynieryjnych Dowództwie Wojsk Lądowych. W okresie od lutego do maja 2006 dowodził 5 Pułkiem Inżynieryjnym w Szczecinie. W 2007 roku ukończył Podyplomowe Studium Operacyjno-Strategiczne w Akademii Obrony Narodowej i został wyznaczony na stanowisko zastępcy dowódcy 3 pułku drogowo mostowego w Chełmnie. Od dnia 18.09.2009 pełni obowiązki Dowódcy 2 Inowrocławskiego Pułku Komunikacyjnego im. gen. Jakuba Jasińskiego. W dniu 1 września 2012 roku został wyznaczony na stanowisko głównego specjalisty w Szefostwie Inżynierii Wojskowej w Warszawie.

## Awanse
- podporucznik – 1990
- pułkownik – 2009

## Ordery i odznaczenia
- Srebrny Medal „Za zasługi dla obronności kraju”
- Srebrny Medal „Siły Zbrojne w Służbie Ojczyzny”
- Brązowy Medal „Za zasługi dla obronności kraju”
- Brązowy Medal „Siły Zbrojne w Służbie Ojczyzny”
- Brązową Odznakę „ Za Zasługi Dla Związku Żołnierzy Wojska Polskiego”
- Medal „XXX - Lecia Związku Żołnierzy Wojska Polskiego”